# Gebroeders Hornemannmonument
Het Gebroeders Hornemannmonument is een monument in Eindhoven dat dient ter herdenking van de Joodse slachtoffers van de Tweede Wereldoorlog in Nederland.

## Geschiedenis

### De gebroeders Hornemann
Het Hornemannmonument werd opgericht ter nagedachtenis van Lex en Edo Hornemann, twee Eindhovense jongens met een Joodse achtergrond. In 1943 werden zij tijdens de bezetting van Nederland door Nazi-Duitsland opgepakt en afgevoerd. Aanvankelijk werden ze getransporteerd naar Kamp Vught; later werd het gezin overgeplaatst naar Auschwitz, waar de ouders overleden. De laatste verblijfplaats van Lex en Edo was het nabij Hamburg gelegen concentratiekamp Neuengamme. Hier werden ze slachtoffer van de praktijken van dokter K. Heissmeyer, die hen gebruikte voor experimenteel medisch onderzoek. Uiteindelijk werden Lex en Edo Hornemann vlak voor de bevrijding op de nacht van 20 op 21 april 1945 opgehangen in het nabijgelegen Hamburg.

### Vervaardiging, onthulling en verdere geschiedenis
Ruim veertig jaar na het overlijden van de gebroeders Hornemann gaf de gemeente Eindhoven opdracht voor het vervaardigen van het Hornemannmonument. Theo van Brunschot kreeg de taak om een monument te ontwerpen waarbij de herdenking van de Joodse slachtoffers van de Duitse bezetting van Nederland centraal stond. In 1988 werd het voltooide monument onthuld en werd het onderdeel van de groep oorlogsmonumenten in de gemeente Eindhoven. In 2005, zestig jaar na de gebeurtenissen in Hamburg, vond er een speciale bijeenkomst plaats bij het monument. Bij deze bijeenkomst werd het Gebroeders Hornemannplantsoen omgedoopt tot het Lex en Edo Hornemannplantsoen, hetgeen geschiedde op verzoek van de inmiddels 99-jarige tante van de broers.

## Vormgeving

### Locatie
Het Hornemannmonument is gelegen in het Lex en Edo Hornemannplantsoen, een 200 meter lang plantsoen aan de Edenstraat in de Eindhovense buurt Elzent-Noord. Het plantsoen ligt aan de rivier de Dommel, en het beeld wordt bepaald door een grasveld en bebossing aan beide kanten van de rivier. Het monument zelf wordt omringd door bomen om de indruk van afzondering en rust te geven. Het Lex en Edo Hornemannplantsoen ligt ongeveer 400 meter afstand van het Van Maerlantlyceum, een middelbare school.

### Uiterlijk en inscriptie
Ontwerper Theo van Brunschot heeft het Hornemannmonument vormgegeven als een simpele rechthoekige zuil van graniet. De zuil heeft een afmeting van 1 meter 47 in de hoogte en 47 centimeter in de breedte. In het graniet is een inscriptie aangebracht die luidt: “Gebroeders Hornemann Plantsoen, ter nagedachtenis aan alle joodse kinderen uit Eindhoven die door vervolging zijn omgekomen in de jaren 1940-1945”. Aan de voet van de zuil is een eenvoudige steen aangebracht waar de namen Lex en Edo op te lezen zijn. 

## Herdenking
De focus van het Hornemannmonument ligt op het herdenken van de Joodse slachtoffers van de bezetting van Nederland door het naziregime tijdens de Tweede Wereldoorlog, met specifieke aandacht voor Joodse kinderen die omkwamen in de periode 1940-1945. Het nabijgelegen Van Maerlantlyceum neemt al jaren een plek in bij de rituelen rond het Hornemannmonument. Iedere april loopt een groep leerlingen naar de zuil om stil te staan bij de dood van de broers en andere Joodse kinderen. Ook gedurende andere maanden worden er regelmatig bloemen bij de zuil neergelegd. In het schooljaar 2018-2019 heeft het Van Maerlantlyceum het Hornemannmonument officieel geadopteerd.